# Hastomo Arbi
Hastomo Arbi  (* 5. August 1958 in Kudus, vormals bekannt als Ang Tjong Hauw) ist ein ehemaliger indonesischer Badmintonspieler. Er gewann mit dem indonesischen Team den Thomas Cup 1984, die Weltmeisterschaft für Männermannschaften. Heryanto Arbi und Eddy Hartono, beide ebenfalls im Badminton erfolgreich, sind seine Brüder.

## Karriere
1984 war Hastomo Arbi maßgeblich am Gewinn des Thomas Cups beteiligt. Im Finale gegen China erhielt er den Vorzug vor Hadiyanto, der in den Vorrunden eingesetzt worden war. Arbi rechtfertigte das in ihn gesetzte Vertrauen und besiegte den WM-Dritten von 1983 und späteren Weltmeister Han Jian mit 14:17, 15:6 und 15:8.
In den Einzeldisziplinen war Hastomo Arbi bei den Südostasienspielen 1979 erfolgreich, wo er die Herreneinzeldisziplin gewann.

## Referenzen
- Profil (Memento vom 4. März 2009 im Internet Archive)
- Sabaruddin Sa: Apa & siapa sejumlah orang bulutangkis Indonesia, Jurnalindo Aksara Grafika 1994, ISBN 9796190001
- Sam Setyautama: Tokoh-tokoh etnis Tionghoa di Indonesia, 2008, ISBN 9789799101259

| Personendaten    | Personendaten                  |
| ---------------- | ------------------------------ |
| NAME             | Arbi, Hastomo                  |
| ALTERNATIVNAMEN  | Ang Tjong Hauw                 |
| KURZBESCHREIBUNG | indonesischer Badmintonspieler |
| GEBURTSDATUM     | 5. August 1958                 |
| GEBURTSORT       | Kudus                          |